# Liste der Spitznamen von Snookerspielern
Ein Spitzname (englisch Nickname) ist ein beschreibender Name, der anstatt des oder zusätzlich zum bürgerlichen Namen vergeben wird. Wie in vielen anderen Sportarten auch haben viele Snookerspieler einen solchen Spitznamen.

## Liste der Spitznamen
Dies ist eine Liste mit den geläufigen Spitznamen bedeutender Profispieler.
| Nation              | Spieler           | Spitzname                   | Quelle               |
| ------------------- | ----------------- | --------------------------- | -------------------- |
| Indien              | Pankaj Advani     | The Prince of Pune          | [ 1 ]                |
| Nordirland          | Mark Allen        | The Pistol                  | [ 2 ] [ 3 ]          |
| Nordirland          | Mark Allen        | Eagle Eyed                  | [ 4 ]                |
| England             | Sam Baird         | The Blade                   | [ 5 ]                |
| England             | Stuart Bingham    | Ball-Run                    | [ 6 ]                |
| England             | Nigel Bond        | Basildon                    | [ 7 ]                |
| England             | Nigel Bond        | 00-147                      | [ 8 ] [ 9 ]          |
| England             | Nigel Bond        | The real Bond               | [ 10 ]               |
| Belgien             | Luca Brecel       | The Belgian Bullet          | [ 11 ]               |
| Schottland          | Marcus Campbell   | The Dumbarton Destroyer     | [ 12 ] [ 13 ]        |
| England             | Ali Carter        | The Captain                 | [ 4 ] [ 14 ]         |
| Australien          | Eddie Charlton    | Steady Eddie                | [ 15 ]               |
| Volksrepublik China | Chen Zhe          | Sleepy                      | [ 16 ]               |
| England             | Jamie Cope        | The Shotgun                 | [ 17 ]               |
| England             | Matthew Couch     | The Couchernator            | [ 18 ]               |
| Wales               | Dominic Dale      | The Spaceman                | [ 19 ]               |
| Wales               | Ryan Day          | Dynamite                    | [ 20 ]               |
| England             | Joe Davis         | The Sultan of Snooker       | [ 21 ]               |
| England             | Joe Davis         | Mr. Snooker                 | [ 22 ]               |
| England             | Joe Davis         | Emperor of Pot              | [ 22 ]               |
| England             | Mark Davis        | The Battler from Hastings   | [ 23 ]               |
| England             | Steve Davis       | The Nugget                  | [ 24 ] [ 25 ]        |
| England             | Steve Davis       | The Ginger Magician         | [ 24 ] [ 25 ] [ 26 ] |
| England             | Steve Davis       | Ginger Mushroom             | [ 25 ]               |
| England             | Steve Davis       | Master Cueman               | [ 25 ]               |
| England             | Steve Davis       | Interesting                 | [ 25 ] [ 26 ] [ 27 ] |
| England             | Steve Davis       | Romford Slim                | [ 26 ]               |
| England             | Paul Davison      | Snowy                       | [ 28 ]               |
| Volksrepublik China | Ding Junhui       | The Star of the East        | [ 29 ]               |
| Volksrepublik China | Ding Junhui       | Pot Noodle                  | [ 30 ]               |
| Volksrepublik China | Ding Junhui       | Enter the Dragon            | [ 31 ]               |
| Volksrepublik China | Ding Junhui       | Chinese Sensation           | [ 32 ] [ 33 ]        |
| Irland              | Ken Doherty       | Darlin' of Dublin           | [ 34 ]               |
| Irland              | Ken Doherty       | Crafty Ken                  | [ 35 ]               |
| Irland              | Ken Doherty       | Ken-do                      | [ 36 ]               |
| Irland              | Ken Doherty       | Scarface                    | [ 31 ]               |
| Irland              | Ken Doherty       | The Ranelagh Rascal         | [ 37 ]               |
| Irland              | Ken Doherty       | 'Dogged' Doherty            | [ 38 ]               |
| Schottland          | Graeme Dott       | The Pocket Dynamo           | [ 39 ]               |
| Schottland          | Graeme Dott       | The Pocket Rocket           | [ 40 ]               |
| Schottland          | Graeme Dott       | Dott the Pot                | [ 41 ]               |
| Schottland          | Graeme Dott       | Pot the lot Dott            | [ 42 ]               |
| Malta               | Tony Drago        | The Tornado                 | [ 43 ]               |
| Malta               | Tony Drago        | The Maltese Falcon          | [ 44 ]               |
| Malta               | Tony Drago        | The Boss                    | [ 3 ]                |
| England             | Peter Ebdon       | The Force                   | [ 45 ]               |
| England             | Peter Ebdon       | Ebbo                        | [ 46 ]               |
| England             | Peter Ebdon       | The Ebdonator               | [ 47 ]               |
| England             | Peter Ebdon       | Psycho                      | [ 31 ]               |
| England             | Peter Ebdon       | Mr Intensity                | [ 48 ]               |
| Irland              | Patsy Fagan       | Pin-up boy                  | [ 49 ]               |
| Brasilien           | Igor Figueiredo   | T-Igor                      | [ 50 ]               |
| England             | Allison Fisher    | The Duchess of Doom         | [ 51 ]               |
| England             | Neal Foulds       | Buzby                       | [ 52 ]               |
| Südafrika           | Silvino Francisco | The Silver Fish             | [ 53 ]               |
| Hongkong            | Marco Fu          | Hong Kong Fuey              | [ 31 ]               |
| Hongkong            | Marco Fu          | Full of Eastern Promise     | [ 54 ]               |
| Hongkong            | Marco Fu          | Cue-Man-Fu                  | [ 55 ]               |
| England             | David Gray        | Casper                      | [ 56 ]               |
| England             | Martin Gould      | The Pinner Potter           | [ 57 ]               |
| England             | Anthony Hamilton  | Sheriff of Pottingham       | [ 58 ]               |
| England             | Anthony Hamilton  | Swampy                      | [ 59 ]               |
| England             | Anthony Hamilton  | The Robin Hood of Snooker   | [ 60 ]               |
| Belgien             | Björn Haneveer    | The Iceman                  | [ 3 ]                |
| Australien          | Quinten Hann      | The Wizard of Oz            | [ 61 ]               |
| England             | Dave Harold       | The Stoke Potter            | [ 62 ]               |
| England             | Dave Harold       | Pride of the Potteries      | [ 60 ]               |
| England             | Barry Hawkins     | The Hawk                    | [ 63 ]               |
| Schottland          | Stephen Hendry    | The Golden Boy              | [ 64 ]               |
| Schottland          | Stephen Hendry    | The King of the Crucible    | [ 65 ]               |
| Schottland          | Stephen Hendry    | The Golden Bairn            | [ 66 ]               |
| Schottland          | Stephen Hendry    | The Great One               | [ 64 ]               |
| Schottland          | Stephen Hendry    | The Ice Man                 | [ 67 ]               |
| Schottland          | Stephen Hendry    | The Maestro                 | [ 64 ]               |
| Schottland          | Stephen Hendry    | The Wonder Bairn            | [ 68 ]               |
| England             | Andy Hicks        | The Cream of Devon          | [ 69 ]               |
| England             | Andy Hicks        | The Toast of Tavistock      | [ 70 ]               |
| Nordirland          | Alex Higgins      | The Hurricane               | [ 71 ]               |
| Schottland          | John Higgins      | Wizard of Wishaw            | [ 72 ] [ 73 ]        |
| Schottland          | John Higgins      | The Kid                     | [ 73 ]               |
| England             | Andrew Higginson  | Widnes Warrior              | [ 74 ]               |
| England             | Michael Holt      | The Hitman                  | [ 75 ]               |
| England             | Paul Hunter       | Beckham of the Baize        | [ 76 ] [ 77 ]        |
| England             | Paul Hunter       | The Man with the Golden Cue | [ 77 ]               |
| England             | Paul Hunter       | Snooker Spice               | [ 77 ]               |
| Wales               | Jamie Jones       | The Cimla Quiff'            | [ 78 ]               |

| Nation              | Spieler                  | Spitzname                        | Quelle                |
| ------------------- | ------------------------ | -------------------------------- | --------------------- |
| England             | Mark King                | The Romford Battler              | [ 79 ]                |
| England             | Mark King                | The Royal King                   | [ 79 ]                |
| England             | Rod Lawler               | Rod the Plod                     | [ 80 ]                |
| Volksrepublik China | Liang Wenbo              | The Fearless                     | [ 81 ]                |
| Volksrepublik China | Liang Wenbo              | Wenbo selecta                    | [ 81 ]                |
| Volksrepublik China | Liang Wenbo              | „Should he stay or should he go“ | [ 81 ]                |
| Neuseeland          | Clark McConachy          | Mac                              | [ 82 ]                |
| England             | Rory McLeod              | The Highlander                   | [ 83 ]                |
| England             | Rory McLeod              | The Dentist                      | [ 84 ]                |
| Schottland          | Alan McManus             | Angles                           | [ 85 ]                |
| England             | Ian McCulloch            | The Preston Potter               | [ 86 ]                |
| England             | Ian McCulloch            | The Pride of Preston             | [ 87 ]                |
| Schottland          | Stephen Maguire          | The Merlin of Milton             | [ 4 ] [ 88 ]          |
| Schottland          | Stephen Maguire          | On-fire                          | [ 31 ]                |
| Schottland          | Stephen Maguire          | Livewire                         | [ 89 ]                |
| Schottland          | Stephen Maguire          | Maggi                            | [ 90 ]                |
| England             | Chris Melling            | The Magician                     | [ 91 ]                |
| England             | Tony Meo                 | The Cat                          | [ 92 ]                |
| England             | Tony Meo                 | Meo, Meo                         | [ 92 ]                |
| England             | Robert Milkins           | The Milkman                      | [ 93 ]                |
| England             | Stan Moody               | The Action                       | [ 94 ]                |
| Wales               | Darren Morgan            | Welsh Wizard                     | [ 95 ]                |
| Irland              | David Morris             | The Wolf of Walkin Street        | [ 96 ] [ 97 ]         |
| England             | Shaun Murphy             | The Whiston Warrior              | [ 98 ]                |
| England             | Shaun Murphy             | The Magician                     | [ 99 ]                |
| Irland              | Fergal O’Brien           | The Baby-faced Assassin          | [ 60 ]                |
| Irland              | Fergal O’Brien           | Fearless Fergal                  | [ 100 ]               |
| England             | Martin O’Donnell         | The MOD                          | [ 101 ]               |
| England             | Ronnie O’Sullivan        | The Rocket                       | [ 102 ]               |
| England             | Ronnie O’Sullivan        | The Essex Exocet                 | [ 103 ]               |
| England             | Sean O’Sullivan          | The Storm                        | [ 104 ]               |
| Wales               | Andrew Pagett            | The Welsh Wizard                 | [ 105 ]               |
| England             | John Parrott             | The Entertainer                  | [ 106 ]               |
| England             | John Parrott             | Mr JP                            | [ 106 ]               |
| England             | Joe Perry                | The Gentleman                    | [ 107 ]               |
| England             | Joe Perry                | The Fen Potter                   | [ 108 ]               |
| England             | Barry Pinches            | The Canary                       | [ 109 ]               |
| Thailand            | Dechawat Poomjaeng       | Mr Poombastic                    | [ 110 ]               |
| England             | Mick Price               | The Postman                      | [ 111 ]               |
| Schottland          | John Rea                 | King of the Baize                | [ 112 ]               |
| Wales               | Ray Reardon              | Dracula                          | [ 31 ]                |
| England             | Jimmy Robertson          | Robbo                            | [ 113 ]               |
| Australien          | Neil Robertson           | The Melbourne Machine            | [ 4 ] [ 114 ] [ 115 ] |
| Australien          | Neil Robertson           | Thunder from Down Under          | [ 116 ]               |
| Kanada              | Alain Robidoux           | Scoobie                          | [ 117 ]               |
| England             | Mark Selby               | The Jester From Leicester        | [ 118 ]               |
| England             | Mark Selby               | Mark the Shark                   | [ 119 ]               |
| Kanada              | Kirk Stevens             | Starship Trooper                 | [ 120 ]               |
| Kanada              | Kirk Stevens             | Captain                          | [ 120 ]               |
| Kanada              | Kirk Stevens             | White Magic                      | [ 120 ]               |
| Kanada              | Kirk Stevens             | The Man in the White Suit        | [ 121 ]               |
| Wales               | Matthew Stevens          | The Welsh Dragon                 | [ 122 ]               |
| Wales               | Matthew Stevens          | Shakin' Stevens                  | [ 123 ] [ 124 ]       |
| Nordirland          | Joe Swail                | The Outlaw                       | [ 125 ]               |
| England             | Allan Taylor             | Albino Assassin                  | [ 126 ]               |
| England             | David Taylor             | The Silver Fox                   | [ 53 ]                |
| Thailand            | Thanawat Tirapongpaiboon | Thai-Namite                      | [ 127 ]               |
| Kanada              | Cliff Thorburn           | The Grinder                      | [ 128 ] [ 129 ]       |
| Kanada              | Cliff Thorburn           | Rhett Butler of the green baize  | [ 129 ] [ 130 ]       |
| Kanada              | Cliff Thorburn           | Champagne Cliff                  | [ 129 ]               |
| England             | Willie Thorne            | Mr. Maximum                      | [ 131 ] [ 132 ]       |
| England             | Willie Thorne            | The Great 'W.T.'                 | [ 132 ] [ 133 ]       |
| England             | Willie Thorne            | The 'Homer Simpson' of snooker   | [ 134 ]               |
| England             | Judd Trump               | Haircut 100                      | [ 135 ] [ 136 ]       |
| England             | Judd Trump               | Ace                              | [ 4 ]                 |
| England             | Judd Trump               | Danny the Boy                    | [ 136 ]               |
| England             | Judd Trump               | Judd Triumph                     | [ 136 ]               |
| England             | Judd Trump               | Stud Trump                       | [ 137 ]               |
| England             | Judd Trump               | The Juddernaut                   | [ 138 ]               |
| England             | John Virgo               | Mr. Perfection                   | [ 139 ]               |
| England             | Ricky Walden             | Stamina Man                      | [ 140 ]               |
| Thailand            | James Wattana            | The Thai-Phoon                   | [ 3 ] [ 141 ]         |
| Thailand            | James Wattana            | The Thai Tornado                 | [ 3 ] [ 142 ]         |
| Thailand            | James Wattana            | Tong Sit Choi                    | [ 3 ]                 |
| Kanada              | Bill Werbeniuk           | Big Bill                         | [ 143 ]               |
| England             | Jimmy White              | The Whirlwind                    | [ 144 ]               |
| Wales               | Michael White            | Lightning                        | [ 145 ]               |
| Wales               | Mark Williams            | The Welsh Potting Machine        | [ 146 ]               |
| Wales               | Mark Williams            | Sprog                            | [ 147 ]               |
| Wales               | Mark Williams            | The Welsh Wonder                 | [ 148 ]               |
| Wales               | Cliff Wilson             | The Whirlwind                    | [ 149 ]               |
| Volksrepublik China | Zhang Anda               | Mighty Mouse                     | [ 150 ]               |